# Lac Aberdeen
Lac Aberdeen är en sjö i Kanada.   Den ligger i regionen Mauricie och provinsen Québec, i den sydöstra delen av landet, 400 km nordost om huvudstaden Ottawa. Lac Aberdeen ligger 430 meter över havet. Arean är 1,2 kvadratkilometer. Den sträcker sig 2,7 kilometer i nord-sydlig riktning, och 1,6 kilometer i öst-västlig riktning.
I omgivningarna runt Lac Aberdeen växer i huvudsak blandskog. Trakten runt Lac Aberdeen är nära nog obefolkad, med mindre än två invånare per kvadratkilometer.